# Russisk militærs BETA-gruppe
Beta (B) Specielle Operationsgruppe
Uddannelsesgruppe for ALPHA- og VYMPEL-medlemmer. Uddannelsen foregår på Balashikha Special Operations Skole, der oprindelig er oprettet af KGB og som nu drives af FSB.
Beta har en søsterenhed kaldet Alfa. Alfa- og Beta-enhederne har mange af de samme opgaver, men Alfa opererer primært på russisk jord, hvor Beta (som det amerikanske Delta Force) opererer på fremmed jord.